# Técnicas de duelo: Una cuestión de honor
Técnicas de duelo: Una cuestión de honor (br: Técnicas de Duelo) é um filme colombiano de 1988, dirigido por Sergio Cabrera, com roteiro de Humberto Dorado. Foi protagonizado por Frank Ramirez, Humberto Dorado, Fausto Cabrera, Florina Lemaitre, Vicky Hernández, Javier Lozano Angelo, Kepa Amuchastegui e Edgardo Roman.
Foi o primeiro filme estrangeiro a ganhar o prêmio de melhor filme na 20ª edição Festival de Gramado em 1992.

## Sinopse
No final da década de 1950, um açougueiro e um professor se enfrentam pelo amor de uma mulher. Aparecendo uma estranha neutralidade, as autoridades locais optaram por permanecer indiferentes ao confronto.

## Elenco
- Frank Ramírez	...	Professor Albarracín
- Humberto Dorado	...	Açougueiro Oquendo
- Florina Lemaitre	...	Miriam
- Vicky Hernández	...	Encarnação
- Kepa Amuchastegui	...	Carpinteiro
- Ángelo Javier Lozano	...	Oquendo child
- Edgardo Román	...	Sargento
- Manuel Pachón	...	Prefeito Saravia
- Luis Chiape	...	Secretario
- Antonio Aparicio	...	Officer Alegría
- Fausto Cabrera	...	Padre Troncoso

## Prêmios e indicações
1992: Prémios Goya
1. Melhor Filme Estrangeiro em língua espanhola (indicado)[2]